# C19H18ClN3O5S
化学式C19H18ClN3O5S（摩尔质量：435.88 g/mol）可能指：
- 氯唑西林，CAS号：61-72-3
- 利伐沙班，CAS号：366789-02-8

|  | 这个同类索引页列出了具有相同分子式的化学物（即同分異構體）条目。 除非您是有意链接至本页，否则应将相应条目的内部链接指向正确的条目。 |